# Turks Open voor amateurs
Het Turks Open voor amateurs is een jaarlijks toernooi voor amateurgolfers. 
De eerste editie van dit toernooi was in 2002, en pas in 2008 kwam er ook een toernooi voor de dames. Nicole Broch was de eerste die het damestoernooi onder par speelde.

## Winnaars
| Jaar | Baan                        | Winnaar               | Score | Winnares        | Score |
| ---- | --------------------------- | --------------------- | ----- | --------------- | ----- |
| 2002 | National Golf Club, Antalya | Eren Behçet           | 293   | =               | =     |
| 2003 | Kemer Golf & Country Club   | Edoardo Molinari      | 284   | =               | =     |
| 2004 | Kemer Golf & Country Club   | Gareth Wright         | 270   | =               | =     |
| 2005 | Klassis Golf & Country Club | Hamza Sayın           | 275   | =               | =     |
| 2006 | Kemer Golf & Country Club   | Peter Baunsoe         | 288   | =               | =     |
| 2007 | Antalya Golf Club           | James Gill            | 283   | =               | =     |
| 2008 | Cornelia Golf Club          | José Maria Joia       | 287   | Ashleigh Holmes | 307   |
| 2009 | Gloria Golf & Club          | Jurrian van der Vaart | 283   | Marieke Nivard  | 293   |
| 2010 | Gloria Golf & Club          | Miro Veijalainen      | 280   | Antonia Scherer | 289   |
| 2011 | Antalya Golf Club           | Daan Huizing          | 276   | Nicole Broch    | 283   |